# اویاما-زاکورا
اویاما-زاکورا به معنی ساکورای کوه بزرگ (به ژاپنی: オオヤマザクラ) یا ایزو-یاما-زاکورا (به ژاپنی: 蝦夷山桜, Ezo-yama-zakura) با (نام علمی: Prunus sargentii) یک نوع درخت ساکورای خودرو است که گونه‌های آن در ژاپن، کره ساخارین یافت می‌شود. قطر گل آن ۲ تا ۳ سانتیمتر است و در مقایسه با سومی-یوشینو رنگ گل‌های آن کاملاً صورتی است. اویاما-زاکورا یک درخت برگریز است که ارتفاع آن بین ۷ تا ۱۵ متر است. گیلاس آن بسیار کوچک است و معمولاً توسط پرندگان خورده می‌شود. رنگ برگ آن در پاییز به رنگ‌های قرمز و زرد و نارنجی در می‌آید و یکی از درختان زیبا در پاییز است. این درخت در جاهای پرنور و پرآب بهتر رشد می‌کند. در برابر باد شدید و سرما مقاوم است اما در برابر آلودگی هوا مقاومت کمی دارد. به علت همین خصوصیات برای کشت در حاشیهٔ خیابان‌ها بسیار به کار برده می‌شود.